# Klaus Hose

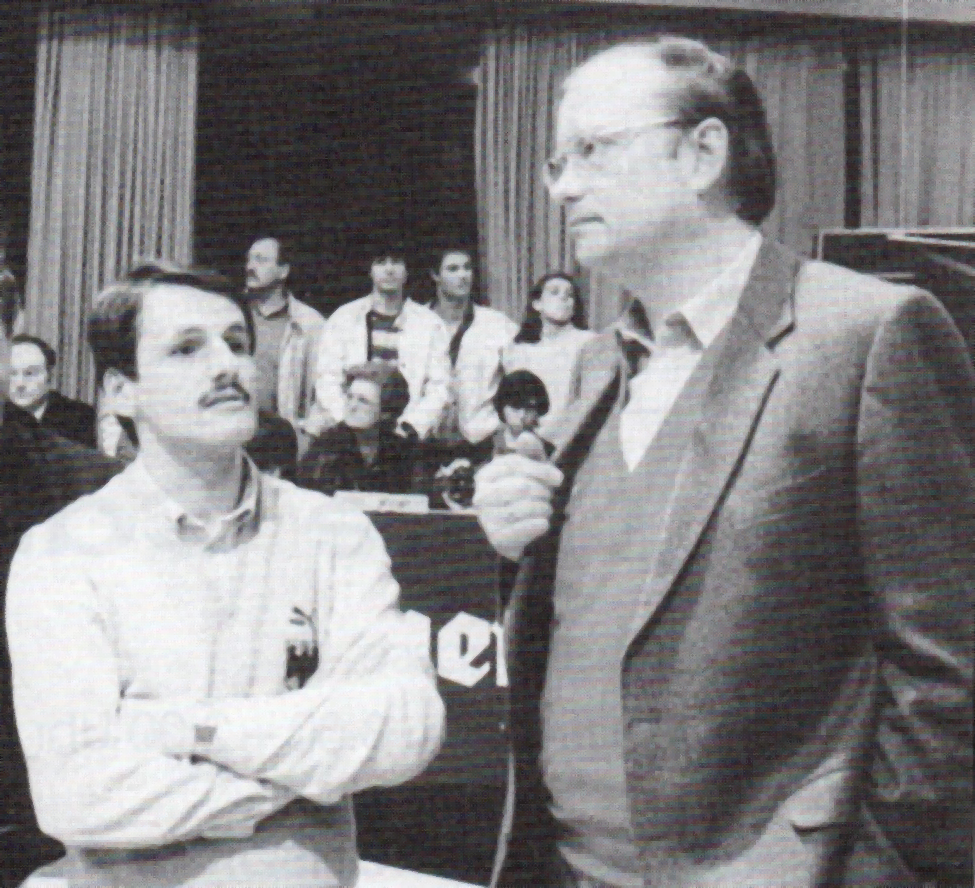
Hose spricht mit Wolfgang Zenkner, in den 2000ern Bundestrainer

Klaus Hose (* 12. November 1941 in Bochum, Deutschland; † 16. August 1996 ebenda) war ein deutscher Karambolagespieler in den klassischen Disziplinen Freie Partie und Cadre. Nach seiner aktiven Laufbahn war er Bundestrainer und erhielt 1980 das Silberne Lorbeerblatt.

## Karriere
Schon Anfang der 1950er-Jahre fing Hose in der großväterlichen „Gaststätte Otto Hose“ mit dem Billardspiel an; trainiert wurde er von seinem Vater Helmut Hose. Die Gaststätte war seit 1950 Vereinsheim des DBC Bochum, dem Verein, dem er sein Leben lang treu sein würde. 1960 war er zusammen mit Karl-Heinz Sonneborn, Paul Kimmeskamp, Wolfgang Fischer und Wolfgang Kuhnke Mitglied der 1. Mannschaft, die Meister der 2. Landesliga in Westfalen wurde. In der Saison 1962/63 wurde er Deutscher Jugendmeister am „kleinen Brett“.
Seine sportliche Karriere begann Hose in den 1960er-Jahren unter erschwerten Bedingungen, Matchbillards waren zu dieser Zeit noch relativ selten und so nahm er oft lange Anfahrten in Kauf um trainieren zu können. Seinen ersten Deutschen Meistertitel gewann er dann in der Saison 1966/67 in der Freien Partie. Aber Hose hatte sowohl im eigenen Land, mit Dieter Müller, als auch international gegen starke Spieler zu kämpfen (Francis Connesson (FRA), Raymond Ceulemans (BEL), Jean Marty (FRA), Ludo Dielis (BEL), Franz Stenzel (AUT), Hans Vultink (NLD) oder Christ van der Smissen (NLD)). Aufgrund seiner Körpergröße wurde er von allen nur „der Lange“ genannt. Insgesamt gewann Hose 22 deutsche Einzeltitel und vier Europameisterschaften.
Gemeinsam mit dem Sportjournalisten und Kommentator Rolf Kalb, der vor seiner „Snookerkarriere“ regelmäßig im öffentlich-rechtlichen Fernsehen von den damals noch ausgestrahlten Karambolageturnieren berichtete, veröffentlichte er ein Fachbuch über das Karambolagespiel.
Er starb 1996 nach schwerer Krankheit mit nur 54 Jahren. Mehr als 20 Jahre lang war er ab Mitte der 1970er-Jahre Bundestrainer des Deutschen Billard-Bunds (DBB) gewesen, der sich insbesondere auch um die Nachwuchsförderung kümmerte. Einige Weltklassespieler wie Martin Horn und Fabian Blondeel haben ihm wesentliche Leistungssteigerungen zu verdanken.

## Ehrungen
- 1980 wurde Hose das Silberne Lorbeerblatt, die höchste deutsche Sportauszeichnung, verliehen.[1]
- Er war Ehrenmitglied des DBC Bochum.

## Veröffentlichungen
- Rolf Kalb, Klaus Hose: Billard: in zehn Schritten zum Erfolg. mit praktischem Trainingsbegleiter. 1. Auflage. Sportinform, München 1994, ISBN 978-3-8254-0462-8 (132 S.).

## Erfolge
International
- Freie-Partie-Europameisterschaft:  1970  1972, 1975
- Cadre-47/2-Europameisterschaft:  1980, 1982  1976 (2 ×), 1980, 1983  1975, 1978
- Cadre-47/1-Europameisterschaft:  1979
- Cadre-71/2-Europameisterschaft:  1978

- Fünfkampf-Europameisterschaften für Nationalmannschaften:  1985  1971, 1975, 1979, 1981, 1992  1983

National
- Deutsche Freie-Partie-Meisterschaft:  1967, 1968, 1970, 1975, 1976, 1978, 1984  1972, 1982, 1985
- Deutsche Cadre-47/1-Meisterschaft:  1976, 1979, 1984, 1985  1977, 1978, 1981, 1982  1974, 1980
- Deutsche Cadre-47/2-Meisterschaft:  1974, 1975, 1976, 1980, 1981, 1982, 1984  1973  1968, 1970, 1971, 1985
- Deutsche Cadre-71/2-Meisterschaft:  1974  1971, 1975, 1976, 1978, 1979, 1980, 1981, 1984, 1985  1982
- Deutsche Fünfkampf-Meisterschaften:  1975  1979
- Deutsche Einband-Meisterschaft:  1978  1982

Quellen: 

## Rekorde
- Rekorde Freie Partie:
  - Generaldurchschnitt (GD): 375,00 (1974)
  - Einzeldurchschnitt (ED): 500,00 (1968, 1970, 1972, 1974, 1975)
  - Höchstserie (HS): 1.705 (1974)
- Rekorde Cadre 47/1:
  - GD: 33,33 (1979)
  - ED: 150,00 (1979, 1981)
  - HS: 226 (1977)
- Rekorde Cadre 47/2:
  - GD: 171,42 (1978)
  - ED: 400,00 (1978)
  - HS: 400 (1980)
- Rekorde Cadre 71/2:
  - GD: 62,32 (1978)
  - ED: 300,00 (1975)
  - HS: 345 (1984)

Quellen: